# Rhynchozoon profundum
Rhynchozoon profundum är en mossdjursart som först beskrevs av William MacGillivray 1883.  Rhynchozoon profundum ingår i släktet Rhynchozoon och familjen Phidoloporidae. Inga underarter finns listade i Catalogue of Life.